# Studniční jámy
Studniční jámy lub Studniční jáma – podwójny kocioł polodowcowy w Sudetach Zachodnich, w czeskiej części pasma Karkonoszy.

## Położenie
Studniční jámy położone są w centralnej części Karkonoszy, we wschodniej części Czeskiego Grzbietu. Ściany kotłów podcinają od południowego wschodu masyw Studniční hory.

## Charakterystyka
Studniční jámy składają się z dwóch karów lodowcowych: na północy leży Malá Studniční jáma, a na południu Velká Studniční jáma. Rozdzielone są grzędą zwaną Rukavice. Dna kotłów znajdują się na wysokości 1150–1200 m n.p.m., a ich głębokość wynosi ok. 300 m. Dna pokryte są blokami granitu, tworzącymi morenę denną, a poniżej morenę czołową. Poniżej teren urywa się gwałtownie – Studniční jámy tworzą dolinę zawieszoną nad głębszą doliną lodowcową – Obřím důlem.
Studniční jámy zostały wymodelowane przez lodowce górskie, które powstały w plejstocenie, prawdopodobnie w czasie ostatniego zlodowacenia. Tworzyły je niewielkie lodowce, które łączyły się z większym lodowcem spływającym z Úpskiej Jámy.

## Flora i fauna
W otoczeniu kotłów panuje specyficzny mikroklimat typu subpolarnego, w wyniku czego wykształciły się gatunki roślinności alpejskiej i arktycznej, a w pobliżu potoków spotykany jest szereg rzadkich gatunków roślin i zwierząt, którym odpowiada duża wilgotność tego środowiska. Występuje tu sasanka alpejska, modrzyk górski, goździk pyszny, lilia złotogłów, zawilec narcyzowaty, skalnice. Wśród zwierząt występują tu głównie ptaki, owady i ślimaki.

## Ochrona przyrody
Studniční jámy znajdują się na obszarze czeskiego Karkonoskiego Parku Narodowego (Krkonošský národní park, KRNAP).